# Millionerne brænder
|  | Denne artikel er oprettet af botten Steenthbot ud fra en ekstern database. Den kan derfor have sproglige fejl eller mangler. Denne skabelon kan fjernes efter kontrol af indholdet. |

Millionerne brænder er en dansk oplysningsfilm fra 1950 instrueret af Gunnar Robert Hansen efter eget manuskript.

## Handling
I to spillescener og to montager vises den brandfare, der knytter sig til elektriske installationer og til tobaksrygning.